# Senhor das Alcáçovas
Senhor das Alcáçovas é um senhorio português criado por D. João I em 1429 em favor de D. Fernando Henriques. O senhorio foi tornado de juro e herdade em 1518 por D. Manuel I. O 14.º Senhor foi elevado a Conde das Alcáçovas, de juro e herdade, por Decreto de 1 de Dezembro de 1834 de D. Maria II.

## Titulares
1. D. Fernando Henriques, 1.º Senhor das Alcáçovas de juro e herdade;
2. D. Fernando Henriques, 2.º Senhor das Alcáçovas de juro e herdade;
3. D. Henrique Henriques, 3.º Senhor das Alcáçovas de juro e herdade;
4. D. Fernando Henriques, 4.º Senhor das Alcáçovas de juro e herdade;
5. D. Henrique Henriques, 5.º Senhor das Alcáçovas de juro e herdade;
6. D. Jorge Henriques, 6.º Senhor das Alcáçovas de juro e herdade;
7. D. Henrique Henriques, 7.º Senhor das Alcáçovas de juro e herdade;
8. D. Jorge Henriques, 8.º Senhor das Alcáçovas de juro e herdade;
9. D. Henrique Henriques, 9.º Senhor das Alcáçovas de juro e herdade;
10. D. António Henriques, 10.º Senhor das Alcáçovas de juro e herdade;
11. D. Leonor Maria Ana Henriques de Faria Pereira, 11.ª Senhora das Alcáçovas de juro e herdade;
12. D. Caetano Alberto Henriques Pereira de Faria Saldanha e Lancastre, 12.º Senhor das Alcáçovas de juro e herdade;
13. D. Teresa Henriques Pereira de Faria Saldanha e Lancastre, 13.ª Senhora das Alcáçovas de juro e herdade;
14. D. Caetano de Sales Henriques Pereira de Faria Saldanha Vasconcelos e Lancastre, 14.º Senhor de juro e herdade e 1.º Conde das Alcáçovas.

Após a elevação do título de senhor das Alcáçovas a Conde das Alcáçovas, a 1 de Dezembro de 1834, o título já foi utilizado por:
- D. Caetano de Sales Henriques Pereira de Faria Saldanha Vasconcelos e Lancastre, 2.º Conde das Alcáçovas;
- D. Luís Henriques de Faria Pereira Saldanha e Lancastre, 3.º Conde das Alcáçovas;
- D. Caetano Henriques Pereira de Faria Saldanha e Lancastre, 4.º Conde das Alcáçovas.

Implantação da República e fim do regime nobiliárquico.
- D. Luís Maria Henriques Pereira de Faria Saldanha e Lancastre, 5.º Conde das Alcáçovas;
- D. Caetano Henriques de Mendia Saldanha e Lancastre, 6.º Conde das Alcáçovas, 2.º Conde de Cuba;
- D. Luís Pérez-Quesada Henriques de Lancastre, 7.º Conde das Alcáçovas (atual titular).